# Manuel Benson
Manuel Benson Hedilazio (Lokeren, Bélgica, 28 de marzo de 1997) es un futbolista angoleño. Juega de extremo y su equipo es el Burnley F. C. de la Premier League de Inglaterra.

## Trayectoria
Debutó en el Lierse SK el 19 de abril de 2014 en la derrota en casa por 0-2 ante el K. V. Oostende.
Tras cuatro temporadas en el Lierse, en 2017 fichó por el K. R. C. Genk.
En septiembre de 2019 fue transferido al Royal Antwerp F. C.
En enero de 2021 fue enviado a préstamo al PEC Zwolle de la Eredivisie.
El 4 de agosto de 2022 fichó por el Burnley F. C. de Inglaterra. En su primer año consiguieron ascender a la Premier League y suyo fue el gol del triunfo ante el Blackburn Rovers F. C. que les aseguró finalizar la temporada en primera posición.

## Selección nacional
Fue internacional en categorías inferiores por Bélgica. En categoría absoluta decidió jugar con Angola e hizo su debut el 7 de junio de 2024 en un encuentro de clasificación para el Mundial 2026 frente a Esuatini que ganaron por la mínima.

## Clubes
| Club                            | País         | Año           |
| ------------------------------- | ------------ | ------------- |
| Lierse SK                       | Bélgica      | 2014-2017     |
| K. R. C. Genk                   | Bélgica      | 2017-2019     |
| Royal Excel Mouscron (préstamo) | Bélgica      | 2018-2019     |
| Royal Antwerp F. C.             | Bélgica      | 2019-2022     |
| PEC Zwolle (préstamo)           | Países Bajos | 2021          |
| Burnley F. C.                   | Inglaterra   | 2022-presente |

## Palmarés

### Títulos nacionales
| Título               | Club                | País    | Año     |
| -------------------- | ------------------- | ------- | ------- |
| Supercopa de Bélgica | K. R. C. Genk       | Bélgica | 2019    |
| Copa de Bélgica      | Royal Antwerp F. C. | Bélgica | 2019-20 |

## Vida personal
El padre de Manuel es Jorge Hedilazio, exfutbolista angoleño, y su madre es de Bélgica.